# Bertrand LeBlanc
Pour les articles homonymes, voir Bertrand Leblanc.
Bertrand LeBlanc est un homme politique canadien. Maire de Rogersville de 2004 à 2010, il représente la circonscription de Rogersville-Kouchibouguac et Kent-Nord à l'Assemblée législative du Nouveau-Brunswick de 2010 à 2018. 

## Biographie
LeBlanc est actif dans la vie communautaire du comté de Kent depuis de nombreuses années. Membre du conseil municipal de Rogersville depuis 2003, il accède à la mairie l'année suivante. Il est réélu en 2008. Au cours de ses deux mandats à titre de maire, LeBlanc a notamment mené à bien l'établissement d'une usine de la compagnie Ocean Spray au lac Despres et la construction d'une bibliothèque municipale. Il a également été impliqué au sein de l'Association des municipalités francophones du Nouveau-Brunswick, dont il a été le premier vice-président pendant un an.